# Ralph Waldo Emerson
Pour les articles homonymes, voir Waldo et Emerson.
Œuvres principales
- Nature (1836)

Ralph Waldo Emerson, né le 25 mai 1803 à Boston (Massachusetts) et mort le 27 avril 1882 à Concord (Massachusetts), est un essayiste, philosophe et poète américain, chef de file du mouvement transcendantaliste américain du début du XIXe siècle.

## Biographie

### Famille, jeunesse et formation
Ralph Waldo Emerson est issu d'une vieille famille de Nouvelle-Angleterre, où ses ancêtres s'étaient installés dès le XVIIe siècle.
Il est le fils du révérend William Emerson, pasteur unitarien, et de Ruth Haskins, son épouse. Il est prénommé Ralph Waldo en souvenir de son oncle maternel Ralph et de son arrière-grand-mère paternelle Rebecca Waldo. Il est le second des cinq fils qui ont survécu jusqu'à l'âge adulte. Trois autres enfants — Phebe, John Clarke et Mary Caroline — sont morts dans l'enfance. Emerson était entièrement d'ascendance anglaise et sa famille était en Nouvelle-Angleterre depuis le début de la période coloniale.
William Emerson meurt d'un cancer de l'estomac le 12 mai 1811. Ralph est alors élevé par sa mère et d'autres femmes intellectuelles de sa famille, comme sa tante Mary Moody Emerson qui a eu une grande influence sur le jeune Emerson. Elle vit avec la famille de manière irrégulière et, par la suite, a maintenu une correspondance suivie avec Emerson jusqu'à sa mort en 1863.
Il commence ses études à la Boston Latin School à l'âge de 9 ans. À 14 ans, en octobre 1817, il est admis à l'Université Harvard et obtient une bourse d'études. Au milieu de sa première année, Emerson a commencé à tenir une liste de livres qu'il avait lus et a commencé un journal dans une série de cahiers qui s'appelleraient "Wide World". Il a occupé différents emplois pour couvrir ses dépenses scolaires, y compris comme serveur et comme enseignant occasionnel travaillant avec son oncle Samuel et sa tante Sarah Ripley à Waltham. Emerson ne s'est pas particulièrement démarqué en tant qu'étudiant. Au début des années 1820, Emerson est alors enseignant à la School for Young Ladies (qui était dirigée par son frère William). Il passera ensuite deux ans dans une cabane de la section Canterbury de Roxbury, dans le Massachusetts, où il écrivit et étudia la nature.
En 1826, Emerson part à la recherche d'un climat plus chaud pour des raisons de santé. Il part d'abord à Charleston, en Caroline du Sud, mais trouve le climat  encore trop froid. Il part ensuite plus au sud, à Saint Augustine, en Floride, où il fait de longues promenades sur la plage et commence à écrire de la poésie. Il y fait la connaissance du prince Achille Murat, neveu de Napoléon Bonaparte. Murat et Emerson deviennent alors amis et s'engagent dans des discussions sur la religion, la société, la philosophie et le gouvernement. Emerson considérait Murat comme une figure importante de son éducation intellectuelle.
À St. Augustin, Emerson est également confronté pour la première fois à l'esclavage. Il assiste notamment à une réunion de la Société biblique alors qu'une vente aux enchères d'esclaves a lieu dans la cour à l'extérieur.

### Début de carrière
Emerson a été accepté à la Harvard Divinity School en 1824, et a été intronisé à Phi Beta Kappa en 1828. Après l'obtention de son diplôme, Emerson aide son frère au sein de l'école pour jeunes filles qui est installée dans la maison de leur mère. Lorsque son frère part à Göttingen faire des études de théologie, Emerson prend l'école en charge, ce qui assure l'essentiel de ses revenus pendant plusieurs années. En mai 1828, son plus jeune frère William, qui avait travaillé avec l'avocat Daniel Webster, est envoyé en psychiatrie au McLean Hospital. Bien qu'il ait retrouvé son équilibre mental, il meurt en 1834, apparemment d'une tuberculose. Un autre des jeunes frères d'Emerson, Charles, né en 1808, mourut en 1836, également de tuberculose.
Emerson rencontre sa première femme, Ellen Louisa Tucker, à Concord, dans le New Hampshire, le jour de Noël 1827 et l'épouse en 1829. Le couple déménage à Boston, avec la mère d'Emerson, Ruth, qui les accompagne pour prendre soin d'Ellen, qui était déjà malade de la tuberculose. Emerson étudie également la théologie et devient pasteur unitarien, avant de démissionner après un conflit avec les dirigeants de l'église. Emerson a été ordonné pasteur le 11 janvier 1829. Son salaire initial était de 1 200 $ par an (équivalent à 28 811 $ en 2019), passant à 1 400 $ en juillet en cumulant la fonction d'aumônier de la législature du Massachusetts et membre de l'école de Boston. À peu près à la même époque, il perd sa jeune femme, Elena Louisa Tucker, qui meurt de tuberculose en février 1831. L'année suivante, le 29 mars 1832, Emerson visite la tombe de sa défunte et ouvre le cercueil.
Après la mort de sa femme, ses désaccords avec les responsables de l'Église au sujet de l'administration du service de communion et ses doutes au sujet de la prière publique le conduisent à démissionner en 1832.
Il part le jour de Noël 1832 pour faire un grand voyage en Europe, naviguant d'abord vers Malte. Il traverse l'Italie, se rend à Paris (sa visite au Muséum national d'histoire naturelle le marquera profondément) et en Grande-Bretagne où il rencontre alors Wordsworth, Coleridge, John Stuart Mill, et Thomas Carlyle avec lequel il entretient ensuite une correspondance jusqu'au décès de Carlyle, en 1881. Il se rendra une seconde fois en Angleterre, en 1847-1848, voyage dont il tira son ouvrage English Traits en 1856.

### Carrière littéraire et transcendantalisme

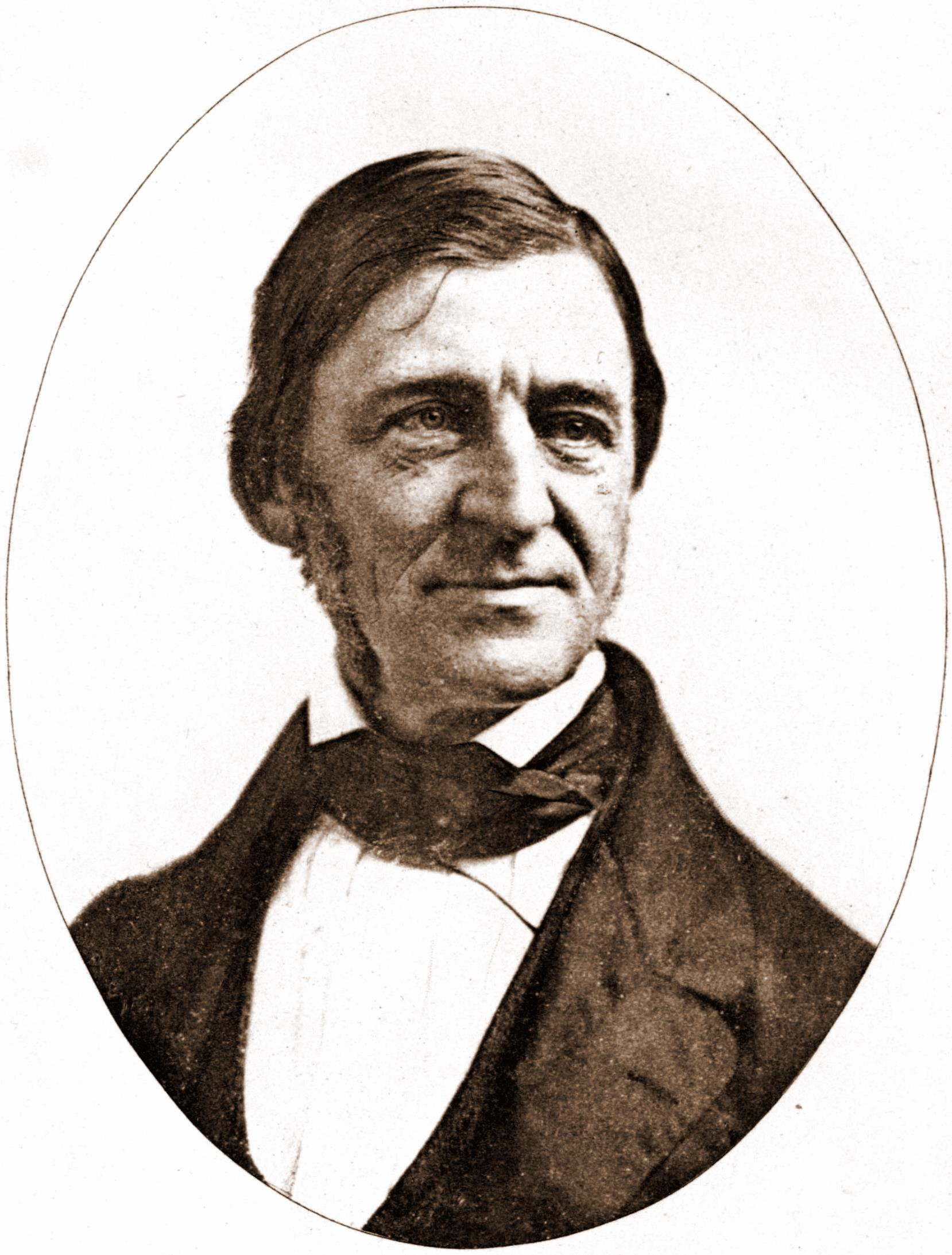
Emerson en 1859.

En 1835, Emerson achète une maison à Concord, épouse Lydia Jackson, et devient rapidement une des personnalités de la ville où il fait la connaissance de Henry David Thoreau. À l'automne 1837, Emerson demanda à Thoreau : « Tenez-vous un journal intime ? » Cette question fut une source d'inspiration pour Thoreau durant toute sa vie.
Il publie anonymement son premier livre, Nature, en septembre 1836. Il y expose notamment que « ce qui est le plus "utile" à l'homme est de contempler la nature sans en déranger l'ordonnancement, pour y devenir une "pupille transparente" ».
Un an plus tard, le 31 août 1837, il fait un discours désormais célèbre devant le club Phi Beta Kappa : « The American Scholar (en) ». Son discours tiendra lieu de déclaration intellectuelle d'indépendance des États-Unis et recommande vivement aux Américains de créer leur propre style d'écriture, libéré de l'Europe.
Il participe avec quelques autres intellectuels à la fondation du magazine The Dial dont le premier numéro sort en 1840 pour aider à la propagation des idées transcendantalistes.
Son œuvre se situe aux confluents de deux grandes traditions, le puritanisme et le romantisme.
Emerson perd son fils aîné Waldo atteint de scarlatine, en 1842. Sa douleur lui inspire deux œuvres majeures : le poème Threnody et l'essai Experience.
En 1844, il publie le second tome des Essais.

### Dernières années
À partir de 1867, la santé d'Emerson commence à décliner et il écrit beaucoup moins dans ses journaux. Dès l'été 1871 ou au printemps 1872, il commence à éprouver des problèmes de mémoire et souffre d'aphasie.
Au printemps 1871, Emerson fait un voyage sur le chemin de fer transcontinental, à peine deux ans après son achèvement. En chemin, il rencontre un certain nombre de dignitaires, dont Brigham Young lors d'une escale à Salt Lake City. Il profite de son passage en Californie pour visiter le parc national de Yosemite et y rencontre John Muir.
La maison d'Emerson à Concorde prend feu le 24 juillet 1872. Il appelle à l'aide des voisins et renonce à éteindre les flammes tout en essayant de sauver autant d'objets que possible. L'incendie a marqué la fin de carrière de conférencier d'Emerson ; à partir de là, il ne donnera des conférences que lors d'occasions spéciales et seulement devant un public familier.

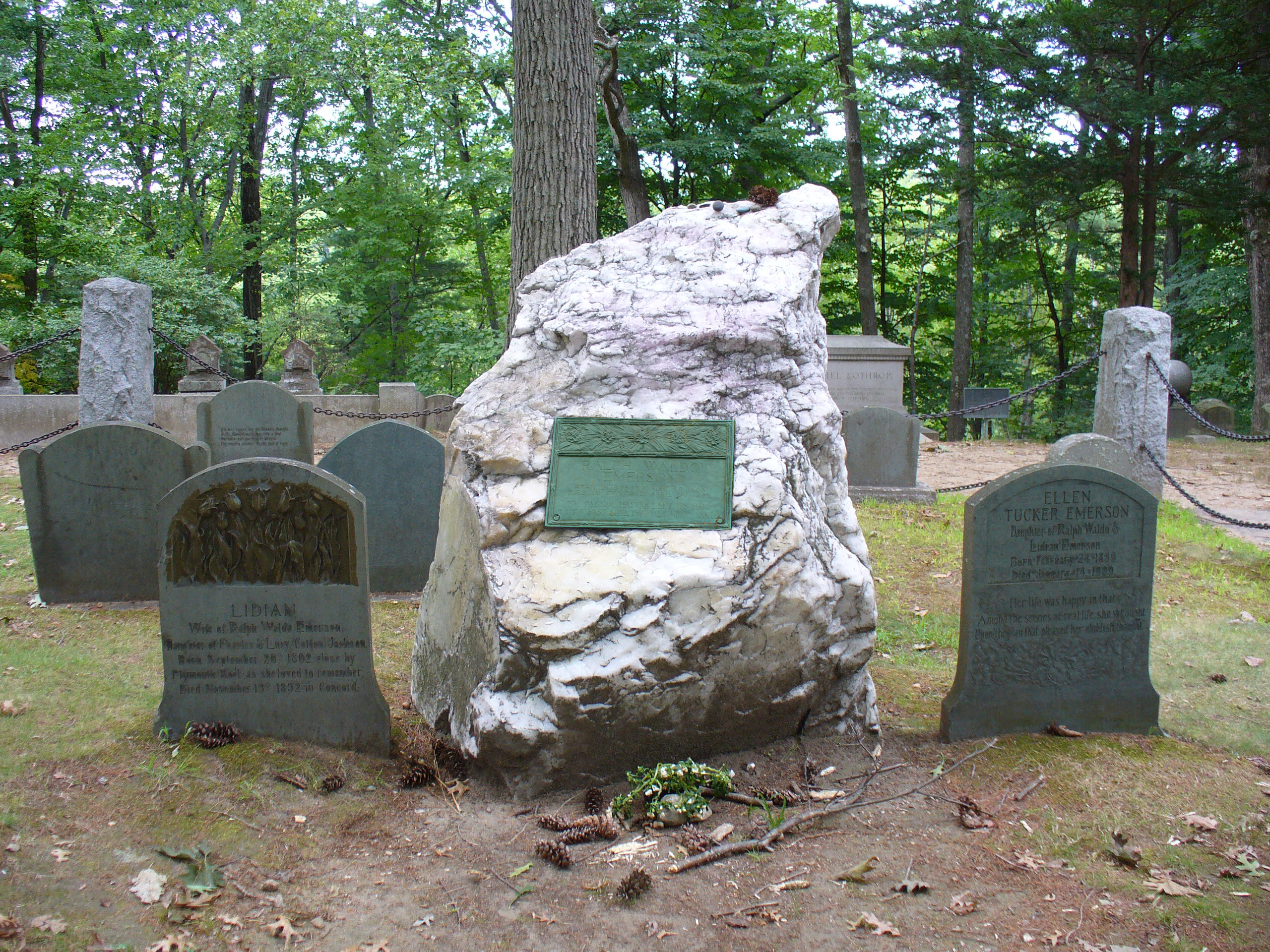
Tombe d'Emerson.

Pendant la reconstruction de la maison, Emerson fait un voyage en Angleterre, en Europe continentale et en Égypte. Il part le 23 octobre 1872 avec sa fille Ellen et ils reviennent aux États-Unis le 15 avril 1873.
À la fin de 1874, Emerson publie une anthologie de poésie intitulée Parnassus, qui comprend des poèmes d'Anna Laetitia Barbauld, Julia Caroline Dorr, Jean Ingelow, Lucy Larcom, Jones Very, ainsi que Thoreau et plusieurs autres.
Il est élu membre associé étranger de l'Académie des sciences morales et politiques en 1877. Les problèmes de mémoire étant devenus embarrassants pour Emerson, il cesse ses apparitions publiques en 1879. Le 21 avril 1882, Emerson sort marcher, alors qu'il avait apparemment pris froid, et est surpris par une pluie soudaine. Il souffre alors d'une pneumonie et meurt six jours plus tard le 27 avril 1882. Il est enterré au cimetière de Sleepy Hollow, à Concord. Il est placé dans son cercueil revêtu d'une robe blanche offerte par le sculpteur américain Daniel Chester French.

## Influences et héritage

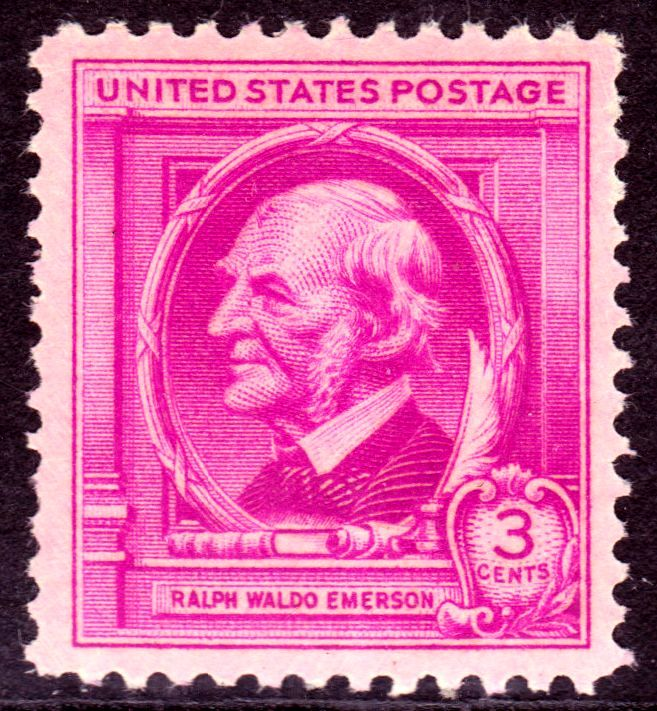
Timbre représentant le philosophe en 1940.

En tant que conférencier et orateur, Emerson — surnommé le « Sage de Concord » — devient la principale voix de la culture intellectuelle aux États-Unis de son époque. James Russell Lowell, rédacteur en chef de l'Atlantic Monthly et de la North American Review, a estimé dans son livre My Study Windows (1871), qu'Emerson était « le conférencier le plus attrayant d'Amérique ».
Le travail d'Emerson a non seulement influencé ses contemporains, tels que Walt Whitman et Henry David Thoreau, mais également les penseurs et les écrivains aux États-Unis et dans le monde jusqu'à aujourd'hui. Parmi les penseurs notables qui reconnaissent l'influence d'Emerson figurent Nietzsche, Proust, et William James, le filleul d'Emerson, et Maurice Maeterlinck.
Emerson avait une passion pour le génie de Montaigne et il dit un jour à Amos Bronson Alcott qu’il voulait écrire, comme lui, un livre « drôle, rempli de poésie, de théologie, de choses journalières, de philosophie, d’anecdotes, de scories ». Comme Goethe, Emerson cherche d’abord dans une « science » de la nature la réponse à la question sur la place de l’homme.
Une bonne part de ses intuitions lui viennent de son étude des religions orientales, notamment l’hindouisme, le confucianisme et le soufisme.
Parmi tous les penseurs qui peuvent aujourd’hui se réclamer d’Emerson, citons Jones Very, Stanley Cavell qui rapproche ce qu’il appelle le « perfectionnisme émersonien » de la morale qui traverse certaines œuvres cinématographiques (que Cavell réunit dans le genre des « comédies de remariage »). Ce perfectionnisme du sujet politique, qui a pour caractéristique notable de ne pas être élitiste, influença encore profondément le nietzschéisme (Emerson fait partie des grandes lectures de jeunesse du fameux philosophe, dont le Zarathoustra est un rustique raillant les savants et les connaisseurs purs).

## Œuvres

### Prose
- Nature (1836)
- The American Scholar (en) (1837)
- The Divinity School Address (1838)
- Essays: First Series (1841), comprenant Compensation, Self-Reliance et Circles
- The Transcendentalist (1841)
- Essays: Second Series (1844), comprenant The Poet, Experience et Politics
- Representative Men (1850), essais sur Napoléon, Platon, Swedenborg, Montaigne, Shakespeare et Goethe
- English Traits (1856)
- The Conduct of Life (1860), comprenant Fate et Power
- Thoreau (1862)
- Society and Solitude (1870)
- Letters and Social Aims (1875)

### Poésie
Emerson a aussi écrit de la poésie : Threnody, Uriel, Works and Days et le célèbre Concord Hymn.

### Publications en français
- Essais de philosophie américaine, trad. de Emile Montégut. Paris, Charpentier, 1851 [19]Comprend : Confiance en soit, Art, Histoire, Amour, Amitié, Prudence, Héroïsme, Compensation, Lois spirituelles, Cercles, Intelligence, L'Âme suprême, Utilité des grands hommes
- Sept essais d'Emerson, trad. de J. Will, avec une préface de Maurice Maeterlinck, Bruxelles, P. Lacomblez, 1894[20] Comprend : Confiance en soi-même, Compensation, Lois de l'esprit, Le poète, Caractère, L'Âme suprême, Fatalité
- Société et Solitude, trad. de Marie Dugard. Paris, Armand Colin, 1911, VIII-293 p.[21] Comprend : La Civilisation ; L'Art ; La Vie domestique ; Les Travaux et les Jours ; Le Courage ; Le Succès ; La Vieillesse
- Essais choisis, trad. de l'anglais par Henriette Mirabaud-Thorens, préf. de M. Henri Lichtenberger, Paris, Félix Alcan, coll. « Bibliothèque de philosophie contemporaine », 1912[21] Comprend : Expérience, Héroïsme, L'Amour, L'Histoire, Dons
- Trois volumes d'Essais, chez Michel Houdiard Éditeur :
  - I : Nature, Confiance et autonomie, Cercles, L’Âme suprême, 1997
  - II : Le Transcendantaliste, L’Intellectuel américain, Le Poète, L’Art, trad. d'Anne Wicke, 2000  (ISBN 978-2-35692-000-3)
  - III : Histoire, Compensation, Expérience, Destin, préface de Sandra Laugier, trad. de Christian Fournier, 2005  (ISBN 978-2-91267336-7)
- Pages choisies, trad. de Marie Dugard. Librairie Armand Colin, Paris, 1908 ; réédité aux éditions Astra, Paris, 1976
- Essais politiques et sociaux, trad. de Marie Dugard. Librairie Armand Colin, Paris 1926 Comprend : L'Homme réformateur, Conférence sur le temps présent, Le Conservateur, La Politique, L'Aristocratie, L'Éducation, La Guerre, La Femme, Le prédicateur, Le Scholar, La Destinée de la république, La Souveraineté de l'éthique
- La Confiance en soi et autres essais, trad. de Monique Bégot, postface de Stéphane Michaud, Rivages poche/Petite Bibliothèque, 2000 Comprend : La Nature, La Confiance en soi, Dons et présents, L'Amour, Montaigne ou le sceptique
- Essais : Nature, Confiance et autonomie, Cercles, L’Âme suprême, Le Transcendantaliste, L’Intellectuel américain, Le Poète, L’Art, Michel Houdiard Éditeur, 2000.
- L'Amitié, postface et trad. de Thomas Constantinesco, Éditions Aux Forges de Vulcain/Essais, 2010
- Anatomie des Anglais, trad. de Pierre Chavannes, Paris, Rivages poche/Petite Bibliothèque, 2010
- Société et Solitude, trad. de Thierry Gillybœuf, Paris, Rivages poche/Petite Bibliothèque, 2010
- Les Travaux et les Jours, trad. de Jean-Paul Blot, Éditions Fédérop, 2010
- David Henry Thoreau, Ralph Waldo Emerson, Correspondance, éd. bilingue, Paris, Édition du Sandre, 2010
- Le Discours aux étudiants en théologie de Harvard, trad. de Raphaël Picon. Nantes, Éditions Cécile Defaut, 2011
- La Nature, éd. Allia, 2011 ; éd. Folio sagesses, 2023
- Le Scholar américain, trad. de Pierre Monette, Montréal, Triptyque, 2013
- Compter sur soi, trad. de Stéphane Thomas, éd. Allia, 2018, 80 p.
- Thomas Carlyle, Ralph Waldo Emerson, Correspondance (1834-1872), trad. fr. E.-L. Lepointe, Archives Karéline, 384 p., 2018  (ISBN 978-2357481183)
- La Destinée et les Illusions, trad. de Marie Dugard, révisée et annotée par Laurent Folliot, Paris, Rivages poche/Petite Bibliothèque, 2019 Deux essais tirés de La Conduite de la vie
- L’Éthique littéraire: Et quatre autres conférences, précédées de Emerson par Henry James, préf. Jean Pavans, Paris, Les Belles Lettres, 300 p., 2022  (ISBN 978-2251453071)

## Dans la culture
- Emerson apparaît dans l'épisode 5 (Sagesse) de la saison 8 de La Petite Maison dans la prairie, où il donne une conférence lors d'un séminaire sur les grands écrivains américains. Il est incarné par l'acteur George O. Petrie (en).
- Emerson est le sujet d'une discussion entre le caporal Timothy E. Upham et le capitaine John H. Miller lors de leur halte dans la vieille église dans le film Il faut sauver le soldat Ryan.
- Une citation d'Emerson ("Une cohérence stupide est le hobgobelin des petits esprits") est évoquée dans la comédie Et plus si affinités (Next stop Wonderland) de Brad Anderson.

## Pour approfondir

### Textes numérisés
- Société et solitude [PDF], Gallica
- Essais choisis [PDF], Gallica
- (en) E-textes du Projet Gutenberg :
  - Essays – First Series
  - Essays – Second Series
  - Representative Men
- (en) Emerson's complete writings and various criticism sur rwe.org